# ويندل فيليبس ستافورد
ويندل فيليبس ستافورد (بالإنجليزية: Wendell Phillips Stafford )‏ (و. 1861 – 1953 م) هو محامي، وقاضي، وسياسي من الولايات المتحدة الأمريكية. 
توفي عن عمر يناهز 92 عاماً.

## مناصب
تولى منصب عضو مجلس النواب فيرمونت.

## التعليم
تعلم في جامعة بوسطن.